# ATV-003 Edoardo Amaldi
L'ATV-003 era una missione di un Automated Transfer Vehicle dell'ESA.
Si trattava del terzo elemento del gruppo di 5 ATV ordinati dall'ESA per il rifornimento della Stazione spaziale internazionale. Oltre al rifornimento dell'equipaggio della Expedition 30, l'Edoardo Amaldi ha utilizzato il suo motore per alzare l'orbita della stazione spaziale.
La fase di integrazione di tutti i componenti è terminata nell'agosto 2011. Il lancio è avvenuto il 23 marzo 2012.
Cinque giorni dopo il lancio, il veicolo spaziale ha effettuato il docking con successo alla Stazione Spaziale Internazionale, dove è rimasto fino al 28 settembre 2012, quando è iniziato il suo rientro distruttivo nell'atmosfera terrestre concluso il 3 ottobre 2012 alle 01:30.

## Nome
Il terzo ATV è stato chiamato Edoardo Amaldi, in onore del fisico e pioniere italiano. Figura di spicco della fisica delle particelle, negli anni '30 del XX secolo ha fatto parte del gruppo di scienziati, guidati da Enrico Fermi ("I ragazzi di via Panisperna"), che hanno scoperto i neutroni lenti. Ha portato contributi nel campo della fisica nucleare, e successivamente anche nello studio dei raggi cosmici. 
"L'Italia è una nazione chiave nella partnership della stazione spaziale. Chiamando l'ATV-3 Edoardo Amaldi, celebriamo un grande Italiano, ma anche un Europeo impegnato che ha compreso l'importanza di riunire risorse e menti per raggiungere importanti risultati" ha dichiarato Simonetta Di Pippo, direttore dello Human Spaceflight dell'ESA, aggiungendo "Amaldi è stato uno dei pochi che, nel dopoguerra, ha promosso la fondazione dell'ESRO, e successivamente dell'ESA. È ampiamente riconosciuto che, a partire dagli anni '50, l'idea visionaria di una Europa unita in grado di esplorare lo spazio è dovuta a un gruppo di importanti scienziati europei, di cui faceva parte Edoardo Amaldi".
Il lancio della navetta, a marzo 2012, è avvenuto in prossimità del 100º anniversario della nascita di Wernher von Braun. Nel carico della navetta erano presenti le scansioni di un quaderno di appunti di von Braun e una lettera scritta da Amaldi nel 1958. Quest'ultimo documento, il cui originale ha un significato storico, riflette la visione di Amaldi per un'agenzia spaziale europea pacifista e non-militarizzata - un principio fondamentale della filosofia dell'attuale ESA.

## Missione

### Scopi
Gli scopi primari della missione erano:
- rifornire la stazione spaziale internazionale
- eseguire le manovre di innalzamento dell'orbita della stazione, per il controllo del suo assetto e, se necessario, per evitare detriti orbitali. La stazione viene rallentata costantemente dall'attrito con l'atmosfera terrestre. I suoi strati superiori, seppur molto rarefatti, causano un decadimento dell'orbita che deve essere periodicamente compensato da manovre orbitali. Queste, chiamate Reboost Maneuvre, possono essere effettuate tramite i propulsori stessi della stazione oppure dai propulsori delle navette attraccate ad essa. I detriti orbitali sono monitorati costantemente per rilevare possibili traiettorie di collisione con la stazione. In questo caso, la stazione modifica la sua orbita per evitarli con una manovra chiamata Debris Avoidance Manoeuvre (DAM). Anche in questo caso possono essere utilizzati i propulsori della stazione oppure quelli di una navetta.
- essere utilizzata come deposito per i rifiuti e i materiali non più utili. Il carico di rifiuti era distrutto assieme alla navetta durante il rientro atmosferico a fine missione.

### Carico della missione
Il carico utile trasportato dall'ATV era suddiviso in Dry Cargo e Fluid Cargo (o Wet Cargo). Il Dry cargo comprendeva l'equipaggiamento e i materiali per gli esperimenti scientifici, i componenti, le parti di ricambio, il cibo e i vestiti, e veniva alloggiato nel vano pressurizzato dell'Integrated Cargo Carrier (ICC). Il Wet Cargo era costituito da diversi fluidi di rifornimento: acqua potabile, gas (ossigeno, azoto o aria), e propellente. I contenitori erano posti nella parte non pressurizzata dell'ICC. Il propellente veniva in parte trasferito ai serbatoi della stazione spaziale ed in parte utilizzato dalla navetta per le manovre di innalzamento dell'orbita, per il controllo dell'assetto e se necessario, per la manovra tesa ad evitare detriti orbitali. 
A partire dall'ATV-2 sono state migliorate le procedure di carico della navetta, tramite l'uso di un montacarichi speciale che permetteva di aggiungere del carico nella sezione pressurizzata dell'ATV quando era già stato installato sul lanciatore Ariane 5. Il montacarichi, chiamato Late Cargo Access Means (LCAM) permetteva ai tecnici l'accesso al vano pressurizzato dell'ATV per poter alloggiare gli ultimi rifornimenti, che venivano chiamati Late Cargo, qualche settimana prima del lancio. 
Il carico trasportato era costituito da:
| Tipo                                           | Massa (kg) |
| ---------------------------------------------- | ---------- |
| Wet Cargo                                      |            |
| Propellente per il rifornimento della stazione | 860        |
| Acqua potabile                                 | 285        |
| Gas                                            | 100        |
| Propellente per le manovre di reboost          | 3150       |
| Dry Cargo                                      |            |
| Rifornimenti                                   | 1665       |
| Late cargo                                     | 535        |
| Totale carico netto                            | 6595       |
| Massa totale                                   | 20050      |

Rispetto al precedente ATV-2, la navetta è stata in grado di trasportare 600 kg in più di rifornimenti (dry cargo), sfruttando al massimo il volume interno.
Tra l'equipaggiamento vi era un Fluids Control Pump Assembly (FCPA)(3a). L'FCPA è un componente critico per il sistema Water Recycling System (WRS) della stazione spaziale, che ricicla l'urina in acqua potabile. Al momento del lancio della missione era presente un solo FCPA, che in caso di avaria, avrebbe ridotto la quantità di acqua disponibile per gli astronauti.

#### Esperimenti scientifici
Tra l'equipaggiamento scientifico erano presenti:
- ALTEA-Shield: questo esperimento fa parte del programma Anomalous Long Term Effects in Astronauts (ALTEA), un progetto di ricerca multidisciplinare che ha l'obiettivo di comprendere meglio l'interazione tra i raggi cosmici e le funzioni cerebrali, e la valutazione dei relativi rischi[14][15]. Ad esempio, si ipotizza che i raggi cosmici causino i Cosmic ray visual phenomena o lampi di luce, effetti visivi riferiti dagli astronauti fin dal programma Apollo[16][17][18]. I rilevatori ALTEA, presenti sulla stazione spaziale nei moduli Destiny e Columbus, misurano il flusso di particelle, riconoscendone il tipo e misurando l'energia posseduta[15]. L'esperimento ALTEA-Shield, sviluppato dall'Agenzia Spaziale Italiana, consisteva nell'utilizzare i rilevatori ALTEA per monitorare l'ambiente della stazione[15], convalidare i modelli computazionali e studiare l'efficacia del Kevlar rispetto al polietilene come materiale antiradiazioni[14][19].
- SOdium LOad in microgravity (SOLO), un esperimento per lo studio del sodio nel corpo umano. In condizioni di microgravità si è osservato come il corpo umano può conservare maggiori quantità di sodio, senza la ritenzione idrica associata. L'eccesso di sodio influenza l'equilibrio acido-base e il metabolismo osseo, accelerando l'osteoporosi. Gli astronauti André Kuipers e Dan Burbank hanno seguito una dieta speciale per due periodi di cinque giorni.[20] Nel primo periodo la dieta era costituita da cibi con un normale livello di sale, mentre nel secondo hanno seguito una dieta iposodica.[20] Sono stati quindi raccolti campioni di sangue e urine per essere analizzati. In questo modo si potranno modificare le diete degli astronauti per minimizzare la perdita ossea e migliorare la comprensione dell'osteoporosi, sviluppando nuove terapie. I campioni sono stati conservati nel congelatore Minus Eighty-Degree Laboratory Freezer for ISS (MELFI) presente sul laboratorio Kibo, per essere riportati a Terra con una futura missione.[20]

- Biolab Life Support Module 3: La missione ha portato sulla stazione il Biolab Life Support Module 3, un modulo per il laboratorio Biolab, situato all'interno del modulo Columbus[12]. Il Biolab permette di svolgere diversi esperimenti biologici su microorganismi, cellule, colture di tessuti, piccole piante e piccoli invertebrati.

### Pre-lancio
I tre componenti principali dell'ATV sono giunti a Brema a dicembre 2010. L'Equipped Propulsion Bay, che contiene i propulsori e i serbatoi di propellente, è stato costruito a Brema. L'Equipped Avionics Bay, il modulo che contiene la maggior parte dell'elettronica di bordo, è stato inviato da Toulouse, e l'Integrated Cargo Carrier, il modulo dedicato al carico, è stato costruito da Thales Alenia Space a Torino e trasportato con un Airbus Beluga. Nelle strutture dell'EADS Astrium questi moduli sono stati assemblati per condurre i vari test, al termine dei quali l'ATV è stato smontato e preparato per il trasporto via mare.
La nave MN Toucan, utilizzata da Arianespace per il trasporto dell'Ariane 5 a Kourou, è partita dal porto di Bremerhaven il 6 agosto 2011, trasportando la navetta ATV-3 smontata e alloggiata in diversi container. Dopo 13 giorni di navigazione, è giunta il 26 agosto, dopo aver atteso alcuni giorni le condizioni favorevoli per attraccare al porto. I container sono stati trasportati via terra allo spazioporto dove la navetta è stata riassemblata.

### Cronologia

#### 23 marzo (lancio)
Il lancio, originariamente programmato per il 9 marzo, è stato rinviato al 23 marzo per un problema al carico.
Il 23 marzo il lanciatore Ariane 5 è decollato dallo spazioporto di Kourou alle ore 04:34 UTC. I due razzi ausiliari hanno spinto il razzo per 129 secondi, prima di essere sganciati ad una altezza di 61 km. Il propulsore del primo ha continuato ad essere attivo fino a 8 minuti e 53 secondi dal lancio, quando si è spento e il primo stadio si è separato dal secondo stadio, chiamato EPS, ad una altezza di 133 km. Il propulsore Aestus dell'EPS è stato acceso per un primo periodo, fino a 17 minuti e 10 secondi dal lancio. Dopo il suo primo spegnimento, il secondo stadio e la navetta ATV-3 hanno proseguito in un'orbita balistica per 45 minuti. Successivamente è stato nuovamente acceso il propulsore per 30 secondi, per rendere circolare l'orbita ad una altezza di 270 km. Infine, dopo 1 ora, 6 minuti, l'ATV-3 si è separato dal secondo stadio. Quest'ultimo ha effettuato un'ultima accensione della durata di 16 secondi per effettuare il rientro distruttivo nell'atmosfera. 
La navetta ha quindi iniziato le operazioni, dispiegando i pannelli solari e attivando i sistemi di comunicazione. 

#### 25 marzo

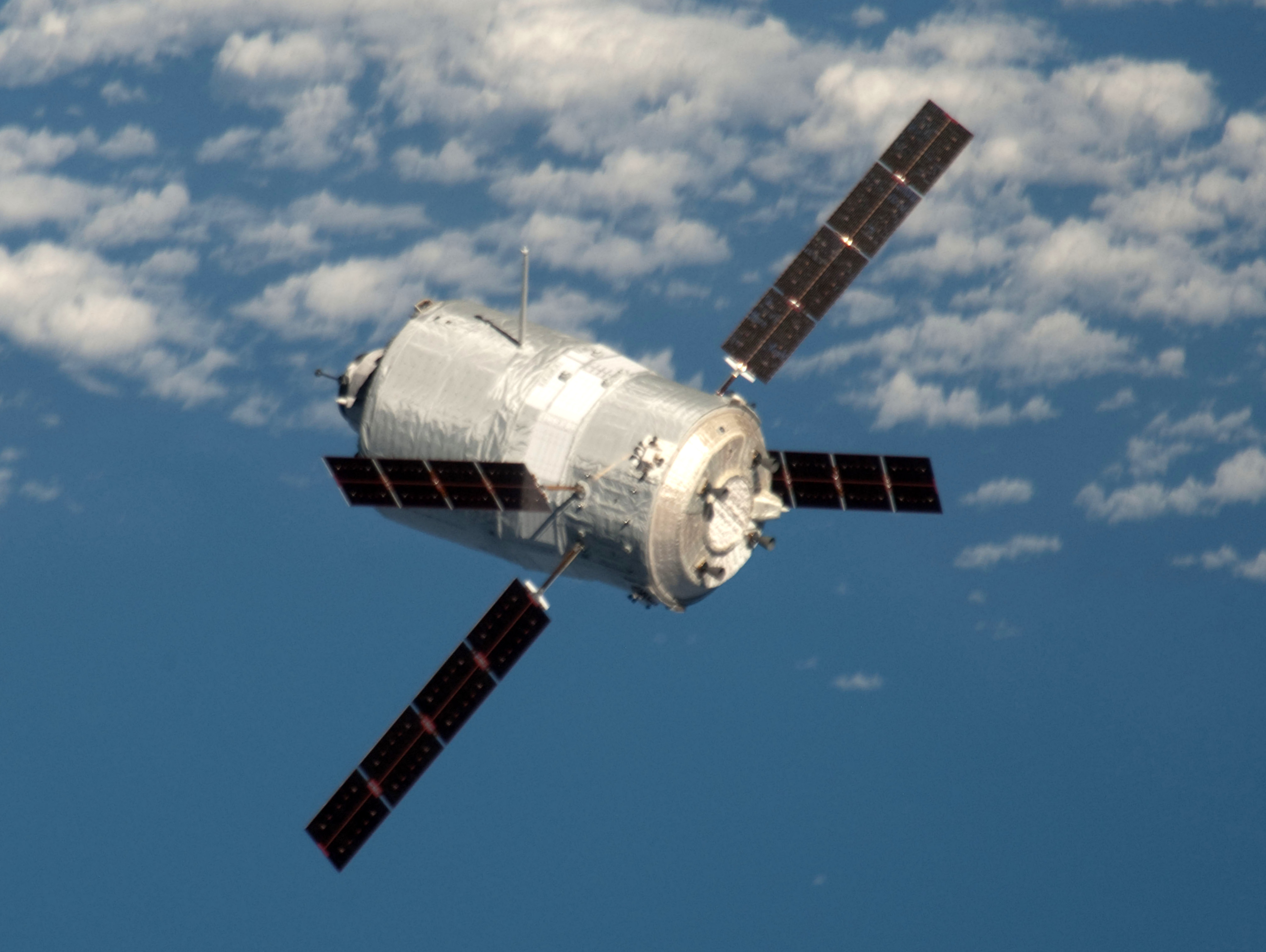
L'ATV in avvicinamento alla stazione spaziale

Durante l'avvicinamento della navetta alla stazione spaziale si è verificato un piccolo inconveniente relativo alla mancata conferma del dispiegamento dell'antenna in banda S, usata dall'ATV per comunicazione con la stazione. L'antenna era collegata all'estremità di un braccio metallico che durante il lancio era ripiegato. Quando la navetta era operativa, il braccio si dispiegava per puntare l'antenna. Con la mancata conferma del dispiegamento, il centro di controllo ha chiesto agli astronauti a bordo della stazione di scattare delle foto dell'ATV quando si trovava ad una distanza di 100 km, per capire la posizione dell'antenna. Durante queste operazioni è giunta la conferma che il braccio era dispiegato e bloccato correttamente. Il centro di controllo ha quindi autorizzato l'avvicinamento alla stazione spaziale.

#### 29 marzo

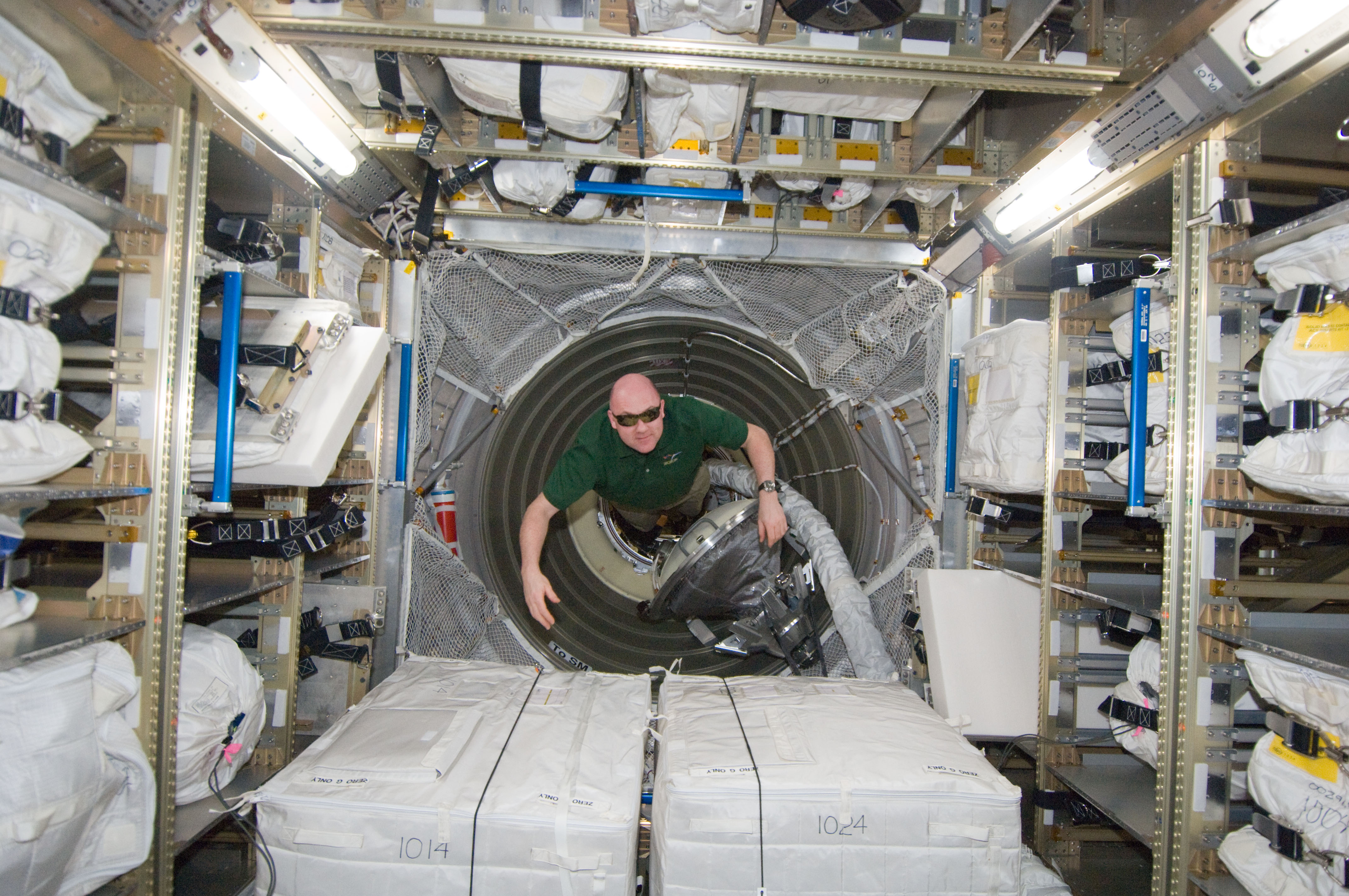
L'astronauta André Kuipers all'interno dell'ATV

L'ATV-3 ha effettuato il docking al modulo Zvezda alle 23:31 UTC del 28 marzo. Come per le precedenti missioni, la navetta ha manovrato in modo autonomo avvicinandosi alla stazione spaziale. Le operazioni sono state monitorate dal centro di controllo di Toulouse e dall'astronauta André Kuipers a bordo della stazione.
Alle 16:15 CEST l'equipaggio della stazione ha aperto i portelli tra la stazione e la navetta, e installato un dispositivo per purificare l'aria del vano cargo e rimuovere qualunque contaminante si fosse liberato durante il lancio. 

#### 30 marzo
Alle 03:39 CEST si è verificato un guasto in una delle due connessioni che collegano la navetta con i sistemi elettrici del modulo Zvezda. Come precauzione è stato chiesto all'equipaggio della stazione, che era nel periodo di riposo, di iniziare a scaricare dalla navetta l'equipaggiamento prioritario, come cibo, vestiti e componenti di ricambio. Se fossero accadute altre anomalie infatti, si sarebbe reso necessario l'undocking della navetta. 

#### 31 marzo
Alle 19:03 CEST si è ristabilita la connessione elettrica tra l'ATV e la stazione spaziale, e gli astronauti hanno potuto concedersi un periodo di riposo. Successivamente è stato testata una manovra di innalzamento dell'orbita della stazione. In questa prova, i propulsori del sistema Orbital Control System dell'ATV sono stati controllati dai computer russi nel modulo Zvezda, e sono stati accesi per 351 secondi, aumentando la quota della stazione di 1,73 km.
Questo test ha dimostrato la capacità della navetta di effettuare la manovra in modo integrato con la stazione, e di poter eseguire manovre per evitare detriti orbitali in caso di necessità. 

#### 5 aprile
Alle 19:56 UTC si è effettuata la prima di una serie di manovre per l'innalzamento dell'orbita della stazione. I propulsori dell'ATV sono stati accesi per 904 secondi aumentando l'altezza dell'orbita della stazione di 3,86 km, portandola a 389,7 km.

#### 25 aprile
Alle 14:13 UTC, è stata effettuata la seconda manovra di innalzamento dell'orbita della stazione. I propulsori della navetta si sono accesi per 16 minuti e 8 secondi, aumentando l'altezza della stazione di 4,1 km.

#### 4 maggio
La terza manovra di innalzamento dell'orbita della stazione è avvenuta alle 10:37 CEST, e ha aumentato l'altezza di 5,26 km. I propulsori sono stati accesi per 20 minuti e 21 secondi, consumando 392 kg di propellente.

#### 26 maggio
Tramite i propulsori del suo Orbit Correction System, la navetta ATV-3 ha aumentato l'orbita della stazione di 1,55 km. La quarta manovra, avviata alle 02:10 CEST, è durata 6 minuti e 17 secondi. Al termine, la stazione si trovava ad una altezza media di 399 km, con un apogeo di 407,5 km e un perigeo di 390,6 km.

#### 20 giugno
La quinta manovra di innalzamento dell'orbita è avvenuta alle 15:55 CEST. I propulsori della navetta sono stati accesi per 9 minuti e 20 secondi, aumentando l'orbita della stazione di 2,36 km. Al termine, la stazione si trovava ad una altezza media di 399,9 km, con un apogeo di 411,1 km e un perigeo di 388,7 km.

#### 15 agosto
La settima manovra di innalzamento dell'orbita (la sesta è stata effettuata regolarmente il 18 luglio) si è interrotta prematuramente. L'accensione dei propulsori, della durata prevista di 1876 secondi con un aumento dell'altezza della stazione di 7,7 km. Durante la manovra si è attivato un allarme di temperatura di un propulsore, che non era impiegato per la manovra. Il segnale è stato inviato dai sistemi di controllo della navetta a quelli della stazione. Il software ha quindi deciso di interrompere la manovra. 

#### 22 agosto
Nell'ottava e penultima manovra di innalzamento dell'orbita, la navetta ha portato la stazione in un'orbita completamente sopra i 400 km di altezza, con un perigeo di 405 km e un apogeo a 427 km. La manovra ha richiesto due accensioni dei propulsori. Alle 11:45 CEST è stata compiuta la prima accensione di circa 7 minuti, mentre alle 15:17 CEST si è svolta la seconda accensione, che è durata circa 35 minuti. Il propellente totale consumato per le due accensioni è stato di circa 800 km. 

#### 14 settembre
L'ultima accensione dei propulsori è avvenuta alle 05:05 CEST, con una durata di 8 minuti e 56 secondi. L'altezza della stazione è stata aumentata di 2,23 km con l'impiego di 175 kg di propellente.

### Rientro

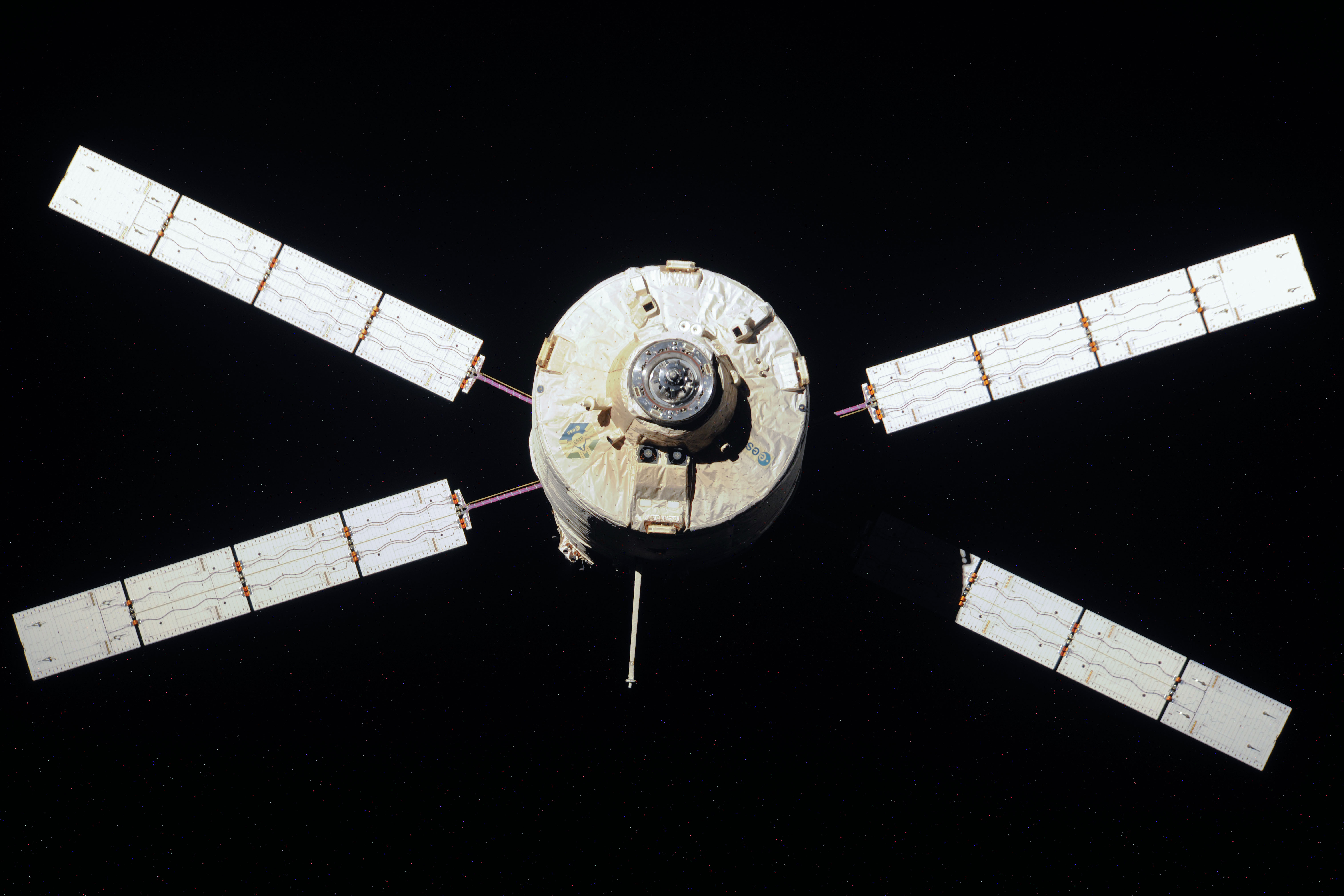
L'ATV in fase di allontanamento dalla stazione al termine della missione

Il 24 settembre sono stati chiusi i portelli tra la stazione e l'ATV. Il 28 settembre alle 21:44 UTC la navetta ha effettuato l'undocking dalla stazione spaziale, con tre giorni di ritardo rispetto alla data prevista prima a causa dell'invio di un comando errato e in seguito a causa del passaggio di due detriti spaziali, provenienti da un satellite russo Cosmos e un frammento di lanciatore Polar Satellite Launch Vehicle indiano. Inizialmente si è previsto di eseguire una manovra per evitarli, ma successive osservazioni hanno confermato che non avrebbero causato rischi. 
La manovra per evitare i detriti sarebbe stata eseguita dall'ATV, quindi il controllo missione ha rinviato l'undocking della navetta fino alla conferma di cessato pericolo. 
Il 2 ottobre è stata eseguita la prima manovra per l'uscita dall'orbita (De-Orbit maneuver DEO-1) e il giorno successivo la seconda manovra. 
Come per la missione precedente, sull'ATV-3 è stato installato un dispositivo, chiamato Reentry Breakup Recorder, con lo scopo di raccogliere misurazioni sull'accelerazione e sulle velocità di rollio, imbardata e beccheggio, oltre alla temperatura e alla posizione. Il dispositivo, protetto da un proprio scudo termico in modo da resistere al rientro atmosferico, funzionava come una scatola nera. Nella missione dell'ATV-2 non sono stati ricevuti dati, forse per il danneggiamento del dispositivo. Invece, nelle fasi finali del viaggio dell'ATV-3, il Reentry Breakup Recorder ha trasmesso regolarmente i dati, impattando nell'oceano.